# Хонцишор
Хонцишор (рум. Honțișor) је насељено место општине Гурахонц у жупанији Арад у Румунији. Према попису из 2021 године било је 309 становника. 

## Становништво
Према попису становништва из 2011. године у насељу је живело 326 становника. 
| Етнички састав према попису из 2011. године‍ | Етнички састав према попису из 2011. године‍ | Етнички састав према попису из 2011. године‍ | Етнички састав према попису из 2011. године‍ | Етнички састав према попису из 2011. године‍ |
| ------------------------------------------- | ------------------------------------------- | ------------------------------------------- | ------------------------------------------- | ------------------------------------------- |
|                                             |                                             |                                             |                                             |                                             |
| Румуни                                      | Румуни                                      |                                             | 324                                         | 99,4%                                       |